# 1963-as Copa Libertadores
Az 1963-as Copa Libertadores volt a legrangosabb dél-amerikai nemzetközi labdarúgókupa 4. kiírása. A kupa 1963. április 7-én vette kezdetét és szeptember 11-én ért véget.
A címvédő a brazil Santos volt. A tornát újra a Santos csapata nyerte meg, a kupa történetében másodjára.

## Résztvevők
| Ország    | Csapat                          | Kvalifikáció módja                    |
| --------- | ------------------------------- | ------------------------------------- |
| CONMEBOL  | Santos (2. torna)               | Az 1962-es Copa Libertadores győztese |
| Argentína | Boca Juniors (1. torna)         | 1962-es argentin bajnok               |
| Brazília  | Botafogo (1. torna)             | 1962-es brazil ezüstérmes             |
| Chile     | Universidad de Chile (2. torna) | 1962-es chilei bajnok                 |
| Kolumbia  | Millonarios (3. torna)          | 1962-es kolumbiai bajnok              |
| Ecuador   | Everest (1. torna)              | 1962-es ecuadori bajnok               |
| Paraguay  | Olimpia Asunción (3. torna)     | 1962-es paraguayi bajnok              |
| Peru      | Alianza Lima (1. torna)         | 1962-es perui bajnok                  |
| Uruguay   | Peñarol (4. torna)              | 1962-es uruguayi bajnok               |

## Első kör

### 1. csoport
| Hely. | Csapat       | M | Gy | D | V | G+ | G– | Gk | P | Továbbjutás vagy kiesés |
| ----- | ------------ | - | -- | - | - | -- | -- | -- | - | ----------------------- |
| 1.    | Botafogo     | 4 | 4  | 0 | 0 | 5  | 1  | +4 | 8 | Továbbjutott            |
| 2.    | Alianza Lima | 4 | 1  | 1 | 2 | 2  | 3  | −1 | 3 |                         |
| 3.    | Millonarios  | 4 | 0  | 1 | 3 | 0  | 3  | −3 | 1 |                         |

| 1963. április 24. |

| Alianza Lima | 0–0 | Millonarios |
| ------------ | --- | ----------- |
|              |     |             |

| Lima |

| 1963. május 26. |

| Millonarios | 0–1 | Alianza Lima |
| ----------- | --- | ------------ |
|             |     | Zegarra      |

| Bogotá |

| 1963. június 30. |

| Alianza Lima | 0–1 | Botafogo      |
| ------------ | --- | ------------- |
|              |     | Fensterseifer |

| Lima |

| 1963. július 7. |

| Millonarios | 0–2 | Botafogo        |
| ----------- | --- | --------------- |
|             |     | Antoninho Rildo |

| Bogotá |

| 1963. július 24. |

| Botafogo         | 2–1 | Alianza Lima |
| ---------------- | --- | ------------ |
| Jairzinho Santos |     | Tenemás      |

| Rio de Janeiro |

| 1963. július 31. |

| Botafogo | ― | Millonarios |
| -------- | - | ----------- |
|          |   |             |

| Rio de Janeiro |

A 6. fordulónál a Botafogo csapata a mérkőzés lejátszása nélkül megkapta a győzelemmel járó 2 pontot.

### 2. csoport
| Hely. | Csapat  | M | Gy | D | V | G+ | G– | Gk  | P | Továbbjutás vagy kiesés |
| ----- | ------- | - | -- | - | - | -- | -- | --- | - | ----------------------- |
| 1.    | Peñarol | 2 | 2  | 0 | 0 | 14 | 1  | +13 | 4 | Továbbjutott            |
| 2.    | Everest | 2 | 0  | 0 | 2 | 1  | 14 | −13 | 0 |                         |

| 1963. június 9. | Everest | 0–5 | Peñarol     | Guayaquil |
|                 |         |     | Sasía Rocha |           |

| 1963. július 7. | Peñarol                       | 9–1 | Everest | Montevideo |  |
|                 | Spencer Matosas Rocha Abbadie |     | Gandó   |            |  |

### 3. csoport
| Hely. | Csapat               | M | Gy | D | V | G+ | G– | Gk | P | Továbbjutás vagy kiesés |
| ----- | -------------------- | - | -- | - | - | -- | -- | -- | - | ----------------------- |
| 1.    | Boca Juniors         | 4 | 3  | 0 | 1 | 9  | 6  | +3 | 6 | Továbbjutott            |
| 2.    | Olimpia Asunción     | 4 | 2  | 0 | 2 | 7  | 10 | −3 | 4 |                         |
| 3.    | Universidad de Chile | 4 | 1  | 0 | 3 | 7  | 7  | 0  | 2 |                         |

| 1963. április 7. | Olimpia Asunción | 1–0 | Boca Juniors | Asunción |
|                  | Ferreira         |     |              |          |

| 1963. április 14. | Boca Juniors               | 5–3 | Olimpia Asunción | Buenos Aires |  |
|                   | Valentim Menéndez Corbatta |     | Zárate Segovia   |              |  |

| 1963. június 26. | Boca Juniors | 1–0 | Universidad de Chile | Buenos Aires |
|                  | González     |     |                      |              |

| 1963. július 17. | Universidad de Chile | 4–1 | Olimpia Asunción | Santiago |  |
|                  | Álvarez Marcos Musso |     | Arámbulo         |          |  |

| 1963. július 24. | Olimpia Asunción | 2–1 | Universidad de Chile | Asunción |  |
|                  | Núñez            |     | Sepúlveda            |          |  |

| 1963. július 31. | Universidad de Chile | 2–3 | Boca Juniors | Santiago |  |
|                  | Campos               |     | Sanfilippo   |          |  |

## Elődöntő

### A csoport
| Hely. | Csapat       | M | Gy | D | V | G+ | G– | Gk | P | Továbbjutás vagy kiesés |
| ----- | ------------ | - | -- | - | - | -- | -- | -- | - | ----------------------- |
| 1.    | Boca Juniors | 2 | 2  | 0 | 0 | 3  | 1  | +2 | 4 | Továbbjutott            |
| 2.    | Peñarol      | 2 | 0  | 0 | 2 | 1  | 3  | −2 | 0 |                         |

| 1963. augusztus 7. | Peñarol       | 1–2 | Boca Juniors     | Montevideo |  |
|                    | Magdalena 80' |     | Valentim 26' 88' |            |  |

| 1963. augusztus 17. | Boca Juniors   | 1–0 | Peñarol | Buenos Aires |
|                     | Sanfilippo 47' |     |         |              |

### B csoport
| Hely. | Csapat   | M | Gy | D | V | G+ | G– | Gk | P | Továbbjutás vagy kiesés |
| ----- | -------- | - | -- | - | - | -- | -- | -- | - | ----------------------- |
| 1.    | Santos   | 3 | 1  | 1 | 1 | 5  | 1  | +4 | 3 | Továbbjutott            |
| 2.    | Botafogo | 1 | 0  | 1 | 0 | 1  | 5  | −4 | 1 |                         |

| 1963. augusztus 22. | Santos   | 1–1 | Botafogo      | São Paulo |  |
|                     | Pelé 90' |     | Jairzinho 60' |           |  |

| 1963. augusztus 28. | Botafogo | 0–4 | Santos                    | Rio de Janeiro |
|                     |          |     | Pelé 11' 15' 33' Lima 82' |                |

## Döntő
| Hely. | Csapat       | M | Gy | D | V | G+ | G– | Gk | P | Továbbjutás vagy kiesés |
| ----- | ------------ | - | -- | - | - | -- | -- | -- | - | ----------------------- |
| 1.    | Santos       | 2 | 2  | 0 | 0 | 5  | 3  | +2 | 4 | Győztes                 |
| 2.    | Boca Juniors | 2 | 0  | 0 | 2 | 3  | 5  | −2 | 0 |                         |

| 1963. szeptember 3. | Santos                   | 3–2 | Boca Juniors       | Rio de Janeiro                                                               |  |
|                     | Coutinho 2' 21' Lima 28' |     | Sanfilippo 43' 89' | Stadion: Maracanã Stadion Nézőszám: ~100 000 Játékvezető: Marcel Albert Bois |  |

| 1963. szeptember 11. | Boca Juniors   | 1–2 | Santos                | Buenos Aires                                                            |  |
|                      | Sanfilippo 46' |     | Coutinho 50' Pelé 82' | Stadion: La Bombonera Nézőszám: ~50 000 Játékvezető: Marcel Albert Bois |  |

## Bajnok
| Copa Libertadores 1963-as bajnok |
| -------------------------------- |
| Santos 2. cím                    |

## Góllövőlista
| # | Játékos              | Klub         | Gólok |
| - | -------------------- | ------------ | ----- |
| 1 | José Sanfilippo      | Boca Juniors | 7     |
| 2 | Pelé                 | Santos       | 5     |
| 2 | Alberto Spencer      | Peñarol      | 5     |
| 4 | Paulo Valentim       | Boca Juniors | 4     |
| 5 | Coutinho             | Santos       | 3     |
| 5 | José Francisco Sasía | Peñarol      | 3     |